# Irsk (sprog)
 For alternative betydninger, se Irsk. (Se også artikler, som begynder med Irsk)
Irsk (irsk: Gaeilge) er et keltisk sprog, der især tales på øen Irland.  Sproget er forfatningsmæssigt anerkendt som den Irske republiks første officielle sprog, og det er også til en vis grad formelt anerkendt i Nordirland. Fra den 1. januar 2007 er irsk anerkendt som officielt sprog i EU.
Irsk er nærmeste slægtning til skotsk gælisk og det uddøde, senere genoplivede, sprog Manx.
Ordet irsk bruges også om den særlige, engelske dialekt, der tales i Nordirland og den Irske republik. For at undgå forvekslinger kan det keltiske sprog, irsk, betegnes som irsk gælisk.
Blandt Republikken Irlands 4.057.646 indbyggere over 3 år, betragter 1.656.790 (40,9%) sig selv som kompetente i det irske sprog ved folketællingen 2006. Det skal i denne forbindelse medregnes, at undervisning i irsk er et tvunget fag inden for uddannelse i Irland. Undtager man uddannelsessektoren, anser 1.203.583 (29,7% af befolkningen på over 3 år) sig som kompentente brugere af det irske sprog. Deraf taler 85.076 (7,1%) irsk dagligt, 97.089 (8,1%) ugentligt, 581.574 (48,3%) i mindre omfang, 412.846 (34,3%) meget sjældent, og 26.998 (2,2%) angav ikke hvor ofte (folketællingen 2006). Under folketællingen i Nordirland 2001 oplyste 167.487 (10,4%) at de havde kendskab til irsk og anvendte det i en eller anden udstrækning. Dette betyder at på øen Irland kan omkring en tredjedel af befolkningen forstå og tale irsk i et eller andet omfang. Irsk er i øvrigt det eneste officielle EU-sprog, som ikke tales af en majoritet af befolkningen i et EU-land. Irsk er som de fleste andre keltiske sprog meget forskelligt i forhold til engelsk.